# Shimano Pedaling Dynamics

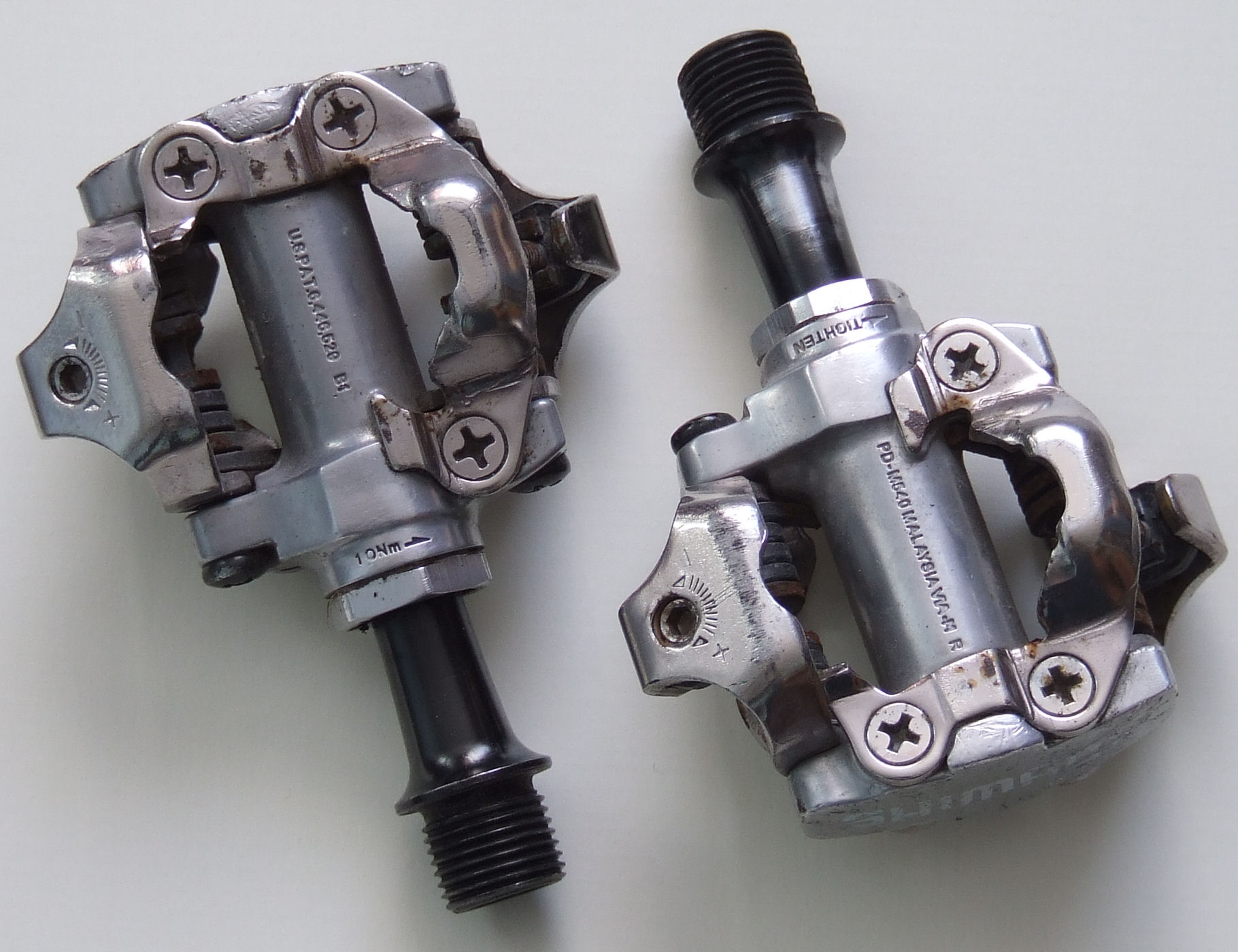
Pedały zatrzaskowe Shimano PD-M540

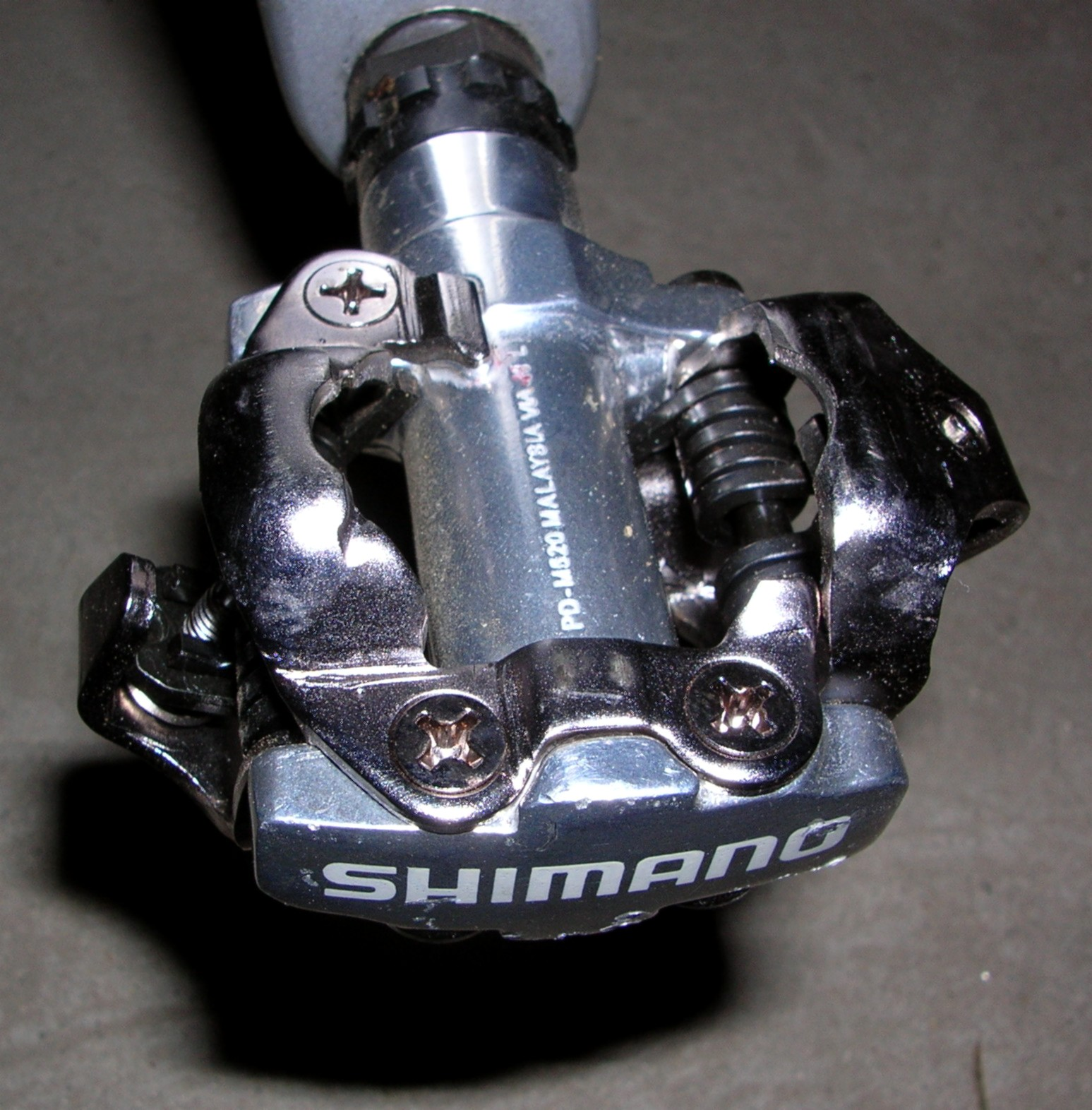
Pedał zatrzaskowy Shimano PD-M520

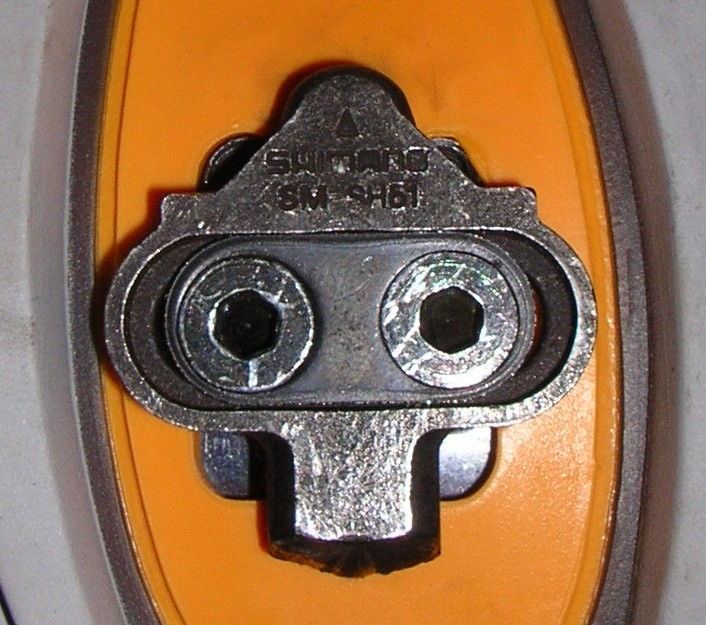
Specjalny blok montowany pod podeszwą buta

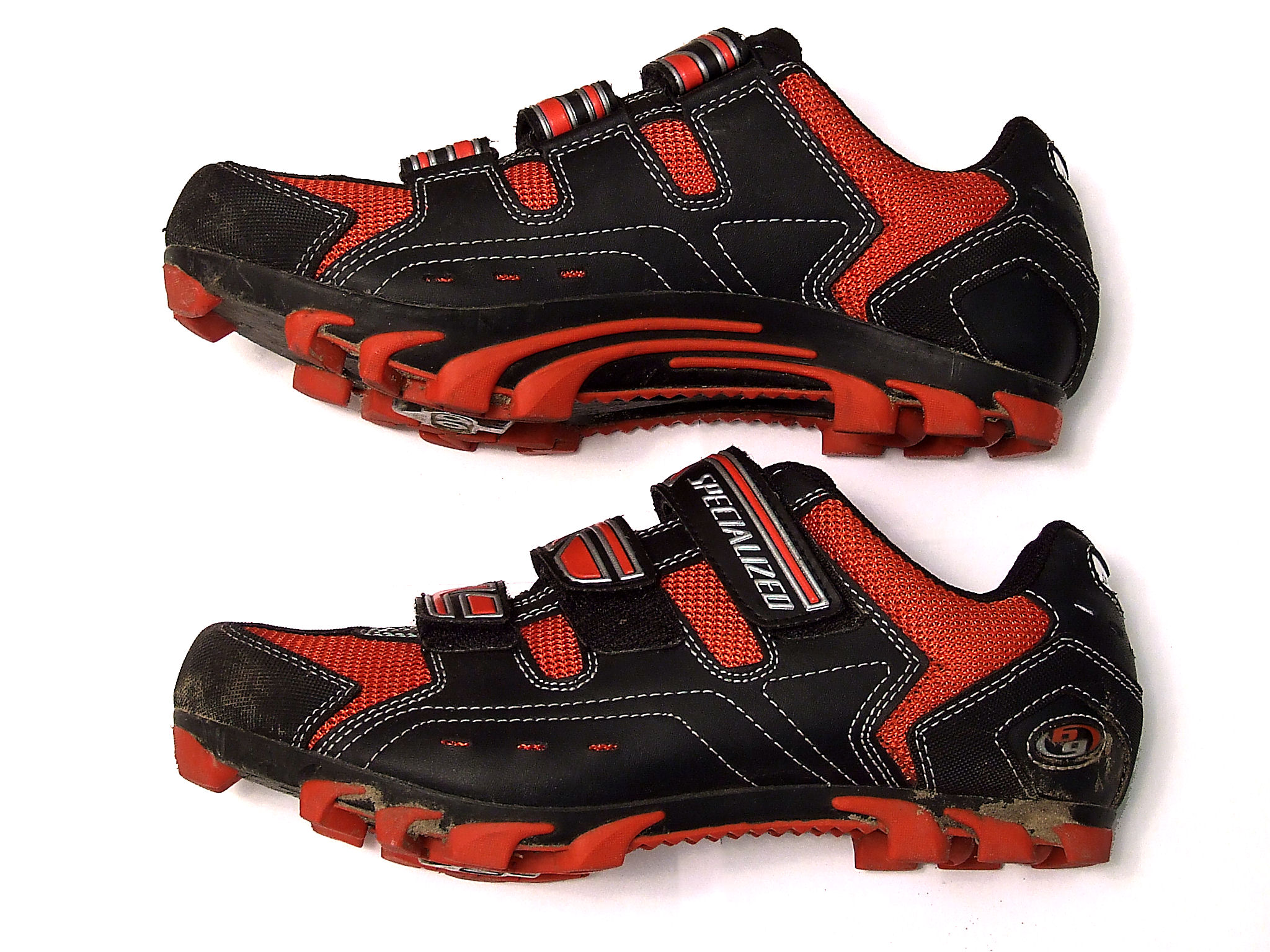
Buty kolarskie przystosowane do systemu SPD. Widoczne bloki

Shimano Pedaling Dynamics (w skrócie SPD) – jeden z najpopularniejszych mechanizmów zatrzaskowych dla rowerów górskich wprowadzony i opatentowany przez firmę Shimano w 1990 roku. Składa się z pedałów posiadających specjalny mechanizm zatrzaskowy oraz bloków montowanych do podeszwy buta. System na stałe łączy stopy z pedałami, ułatwiając w ten sposób pedałowanie.
Mechanizm SPD wymaga znacznie mniejszych bloków od szosowych zatrzasków Look Cycle, co pozwala na „ukrycie” bloku w zagłębienu podeszwy i wygodne chodzenie. System ten umożliwia też znacznie łatwiejsze wpinanie i wypinanie się z pedałów w porównaniu z mechanizmem Look. Słabiej jednak „trzyma” nogę, co powoduje, że nieco gorzej transmituje energię pedałowania. System SPD jest prawie taką samą normą w rowerach górskich, jak system Look w rowerach szosowych i kopiuje go wiele różnych firm, między innymi: Ritchey, Wello czy Wellgo. Największą wadą systemu SPD jest jego stosunkowo mała odporność na zabrudzenie błotem, które się dość często zdarza w kolarstwie górskim.